# Dogsound
Dogsound är en musikgrupp från Malmö som startades 1999 av gitarristen Joni Paavilainen och sångaren Fredrik Nielsen. Gruppen segrade 2000 i P3:s Popstad rockbandtävling och släppte singeln "As we grow". 2003 släpptes plattan "Alaska", singeln "Go Figure" spelades på svenska radiostationer och videon till låten tog sig in på MTV Nordic listan. Bandet turnerade runt om i Sverige under 2003-2004.